# Sharp, Roberts and Company
Sharp, Roberts and Company est un ancien constructeur de locomotives situé à Manchester en Angleterre. L'entreprise est créée en 1828 par Thomas Sharp et Richard Roberts, elle produit des machines-outils et des machines pour l'industrie du textile. La première locomotive à vapeur sort des ateliers en 1833. La société change de nom plusieurs fois avant de disparaître par fusion en donnant naissance à la North British Locomotive Company en 1903, après avoir produit plus de 5 000 locomotives.

## Évolution de l'entreprise

### Sharp Bros and Company
En 1843, Richard Roberts quitte l'entreprise, qui reprend son nom initial de Sharp Bros. 

### Sharp Stewart and Company
En 1852, un nouvel associé est trouvé, avec Charles Patrick Stewart. C'est à cette époque que la société prend le nom de Sharp, Stewart. 
En 1888, la Sharp Stewart and Company rachète la Clyde Locomotive Company (en) de Glasgow, dont elle reprend les ateliers qu'elle renomme Atlas Works, dans le quartier de Springburn.

### Fusion et disparition
En 1903, la Sharp, Stewart and Company fusionne avec la Neilson and Company (en) et la Dübs and Company (en) pour donner naissance à la North British Locomotive Company.

## Production de locomotives
Après avoir construit une machine à vapeur fixe, la première locomotive est produite en 1833. De type 110 baptisée Experiment elle est vendue l'année suivante au Liverpool and Manchester Railway. Après divers modifications, trois autres machines sont livrées au Dublin and Kingstown Railway (en).
Un nouveau modèle de type 111 est réalisé, environ 600 machines sont produites entre 1837 et 1857. En 1838, la première commande à l'exportation est reçue  pour le chemin de fer de Munich à Augsbourg.

## Locomotives préservées
| no d'usine | année | identifiant                                 | lieu                                       | type       | poids  | voie     | présentation |  |
| ---------- | ----- | ------------------------------------------- | ------------------------------------------ | ---------- | ------ | -------- | ------------ |  |
| 1448       | 1863  | Furness Railway no 20                       | Locomotion, Shildon, Durham                | 020        |        | 1 435 mm | marche       |  |
| 2597       | 1876  | Oxelösund-Flen-Västmanlands Järnväg nº 8    | Eisenbahnmuseum Grängesberg (de)           | 021        |        | 1 435 mm | statique     |  |
|            | 1882  | PO no 340                                   | Cité du train                              | 121        | 45,1 t | 1 435 mm | statique     |  |
| 3517       | 1889  | Darjeeling Himalayan Railway nº 18 (no 777) | India National Rail Museum[réf. souhaitée] | 020T DHR B | 16 t   | 610 mm   | statique     |  |
| 3518       | 1889  | Darjeeling Himalayan Railway nº 19 (no 778) | Angleterre                                 | 020T DHR B | 16 t   | 610 mm   | marche       |  |